# Trận Lilybaeum
Trận Lilybaeum là trận thủy chiến đầu tiên  giữa hải quân của Carthage và Roma trong Chiến tranh Punic lần thứ hai. Người Carthage đã phái 35 tàu chiến quinquereme để cướp bóc Scilia, bắt đầu với Lilybaeum. Người La Mã, được sự cảnh báo từ Hiero của Syracuse về cuộc tấn công này đã có thời gian để đánh chặn hạm đội Carthage với một đội tàu gồm 20 tàu quinquereme và đã chiếm được vài tàu của người Carthage.

## Bối cảnh
Carthage và Cộng hòa La Mã đã có hòa bình, nếu không kể đến là mối quan hệ thân thiện kể từ khi ký hiệp ước đầu tiên vào năm 509 TCN, quy định các quyền của mỗi bên. Các hiệp ước được ký kết năm 348 và 306 trước Công nguyên còn quy định thêm ảnh hưởng của mỗi bên. Carthage và Roma còn hợp tác chống lại Pyrros và ký kết một hiệp ước hợp tác trong năm 279 TCN. Tuy nhiên, sự can thiệp của người La Mã ở Messina trên đảo Sicilia vào năm 264 trước Công nguyên đã dẫn đến cuộc Chiến tranh Punic lần thứ nhất. Những hành động của người La Mã trong chiến tranh lính đánh thuê đã nhận được thiện ý của Carthage nhưng họ đã chiếm mất đảo Sardegna và Corse sau khi chiến tranh kết thúc. Carthage đã xây dựng lại sự giàu có của mình bằng cách chinh phục từng phần của Iberia dưới sự lãnh đạo của Hamilcar, Hasdrubal và Hannibal trong thời gian từ năm 237-218 trước Công nguyên. Roma, với sự xúi giục của Massalia, đã ký một hiệp ước với Hasdrubal Ngay Thẳng vào năm 226 TCN với việc thiết lập sông Ebro như là giới hạn của quyền lực Carthage ở bán đảo Iberia. Thành phố Saguntum, nằm ở phía nam của con sông này, đã trở thành một đồng minh của Roma một thời gian sau năm 226 TCN. Khi người Iberia đồng minh của Hannibal Barca bắt đầu có xung đột với Saguntum, người La Mã đã cảnh báo Hannibal không can thiệp. Đối mặt với những người ủng hộ và sự mất mặt,  Hannibal chọn tham gia tấn công Saguntum. Đây là khởi đầu của Chiến tranh Punic lần thứ hai.

## Hoàn cảnh chiến lược
Viện nguyên lão La Mã đã tuyên chiến với Carthage sau khi Hannibal Barca đã tấn công, bao vây và cuối cùng chiếm lấy thành phố Saguntum ở Iberia trong năm 219 TCN. Rome đã tuyên bố Saguntum là một đồng minh nhưng đã không làm gì để giúp  thành phố trong tháng tám dài bị bao vây.

### Sự chuẩn bị của người La Mã
Hải quân La Mã đã được huy động trong năm 219 TCN, với một hạm đội gồm 220 tàu quinquereme dành cho cuộc chiến chống lại người Illyria. Publius Cornelius Scipio đã được giao 4 quân đoàn (8.000 lính La Mã và 14.000 lính đồng minh cùng với 600 kị binh La Mã và 1.600 của đồng minh) và ông còn có thêm 60 tàu hộ tống đến Iberia.
Tuy nhiên, những bộ lạc người Gaul là người Boii và người Insuber ở phía bắc Ý đã tấn công Placentia và Cremona, vốn là hai thuộc địa của La Mã, buộc người La Mã phải bỏ chạy đến Mutina. Ngay sau đó, người Gaul đã tiến hành bao vây nơi này. Pháp quan L. Manlius Vulso đã hành quân với 2 quân đoàn La Mã, 600 kị binh La Mã, 10.000 bộ binh đồng minh và 1.000 kỵ binh đồng minh hướng tới Cisalpine Gaule từ Ariminium. Quân đội này đã bị phục kích hai lần trên đường, và tổn thất mất 1.200 lính. Sự kiện này đã thúc đẩy Viện nguyên lão La Mã phái một trong số các quân đoàn của Scipio và 5.000 quân đồng minh tới hỗ trợ Vulso. Scipio đã xây dựng một đội quân để thay thế và do đó ông không thể tới Iberia cho đến tháng 9 năm 218 TCN.
Chấp chính quan Tiberius Sempronius Longus nhận được 4 quân đoàn (2 của người La Mã và 2 của đồng minh, 8.000 bộ binh La Mã và 16.000 của đồng minh cùng 600 kị binh La Mã và 1.800 của đồng minh). và những chỉ thị khởi hành đến châu Phi với sự hộ tống của 160 tàu quinquereme. Trước hết, Sempronius đến Sicilia, tại đó ông đã hoàn tất công việc chuẩn bị cho xâm lược châu Phi sắp tới của mình.

## Sự chuẩn bị của người Carthage
Hannibal đã cho quân đội của ông nghỉ ngơi vào mùa đông sau  Cuộc vây hãm Saguntum. Khi tập hợp lại quân đội vào mùa hè năm 218 TCN, Hannibal để lại 15000 lính và 21 voi chiến để cai quản Iberia dưới quyền Hasdrubal Barca, và gửi 20.000 binh sĩ tới châu Phi, và 4000 để bảo vệ Carthage. Đạo quân tham gia cuộc hành quân đến Ý từ Cartagena được cho là có khoảng 90000 bộ binh, 12000 kị binh và 37 voi chiến. Hannibal chia quân đội của mình thành ba đội trước khi qua sông Ebro, và tấn công các bộ lạc Iberia như Ilergete, Bergusii và Ausetani ở Catalonia. Trong một chiến dịch dài hai tháng, Hannibal đã sáp nhập các vùng đất của Catalonia nằm giữa sông Ebro, dãy Pyrenee và sông Sicoris.
Carthage huy động ít nhất 55 tàu quinquereme cho cuộc tập kích vào Ý và Sicilia.

## Mở đầu
Hải quân Carthage tiến hành đòn tấn công đầu tiên của cuộc chiến tranh khi một hạm đội gồm 20 tàu quinqueremes, chở khoảng 1.000 binh sĩ, đã đột kích vào quần đảo Lipari. Một nhóm tám tàu tấn công quần đảo Vulcan, nhưng chúng đã bị một cơn bão hướng về eo biển Messina cuốn đi. Sau đó, Hải quân Syracuse ở Messina đã cố gắng để chiếm lấy ba trong số các con tàu mà đã đầu hàng mà không kháng cự. Biết được thông tin từ thủy thủ đoàn bị bắt làm tù binh rằng sắp có một đội quân Carthage tấn công Lilybaeum, Hiero II, người đã ở Messina và đang chờ sự xuất hiện của Sempronius, đã cảnh báo cho pháp quan La Mã Marcus Amellius tại Lilybaeum về các cuộc tấn công sắp xảy ra.

## Trận đánh
Hạm đội Carthage bị cản trở bởi thời tiết xấu và đã phải chờ đợi cho tới khi họ có thể bắt đầu hành động. Mặc dù người La Mã chỉ có 20 tàu chiến có mặt tại Lilybaeum khi đó, viên pháp quan La Mã, sau khi nhận được cảnh báo từ Hiero, đã chuẩn bị lương thực đầy đủ cho một chuyến hải trình dài và triển khai trên mỗi tàu một lực lượng lính Lê dương La Mã trước khi hạm đội Carthage xuất hiện. Ông cũng tăng cường cảnh giới dọc theo bờ biển để theo dõi các tàu Carthage, giúp ông nhận được cảnh báo sớm và giảm thiểu các rủi ro bất ngờ.
Người Carthage đã ngừng cuộc hành trình của họ tại quần đảo Aegates, và khi họ khởi hành đi Lilybaeum vào một đêm trăng sáng, họ đã dự định rằng sẽ đến nơi đúng vào lúc bình minh. Lính cảnh giới La Mã phát hiện họ trước khi họ đến được bến cảng. Khi mà người La Mã khởi hành ra khơi, người Carthage đã cho hạ những cánh buồm của họ trước trận chiến và di chuyển đến khu vực vùng biển rộng. Hạm đội Carthage đông hơn của những người La Mã, nhưng tàu của họ lại ít người hơn và người La Mã đã có lợi thế là tàu của họ có chứa một số lượng lớn binh sĩ. Cả hai bên đều cố gắng tận dụng thế mạnh của họ, các con tàu La Mã cố gắng tới gần với các tàu Carthage và móc vào chúng, trong khi người Carthage đã cố gắng để trốn tránh những con tàu La Mã đang xông tới và đâm thủng tàu địch nếu có thể. Trong khi giao chiến, người La Mã đã cố gắng để nhảy sang tàu đối phương và chiếm được 7 tàu chiến cùng với 1.700 tù nhân. Các con tàu còn lại của người Carthage đã phải rút chạy còn tổn thất của người La Mã thì không rõ.

## Kết quả
Người La Mã đã cố gắng để ngăn chặn các nỗ lực của các Carthage nhằm thiết lập một căn cứ ở Sicilia. Chấp chính T. Sempronius Longus sớm đến với quân đội và hạm đội của ông ở Sicilia. Ông đã đi thuyền với hạm đội của ông đến Malta, tại đó ông đã chiếm được hòn đàova bắt được 2.000 tù nhân, cùng với chỉ huy quân đồn trú Carthage, Hamilcar Gisco. Ông sau đó đi thuyền để đánh chặn một hạm đội hải quân Carthage  đột kích các đảo Vulcan. Lực lượng Carthage đã khởi hành và đột kích vào lãnh thổ La Mã quanh Vibo ở vùng Bruttium. Sempronius sau đó nhận được tin thất trận từ trận Ticinus và đã được viện nguyên lão La Mã triệu tập nhằm để hỗ trợ Scipio. Ông để lại 50 tàu tại Lilybaeum dưới quyền của Marcus Amellius, và một hạm đội gồm 25 tàu ở Vibo, sau đó phái quân đội của mình theo đường bộ và biển tới Ariminium.